# Plymven
Plymven (Agrostis avenacea) är en gräsart som beskrevs av Johann Friedrich Gmelin. Enligt Catalogue of Life ingår Plymven i släktet ven och familjen gräs, men enligt Dyntaxa är tillhörigheten istället släktet ven och familjen gräs. Arten är nationellt utdöd i Sverige. Inga underarter finns listade i Catalogue of Life.

## Bildgalleri

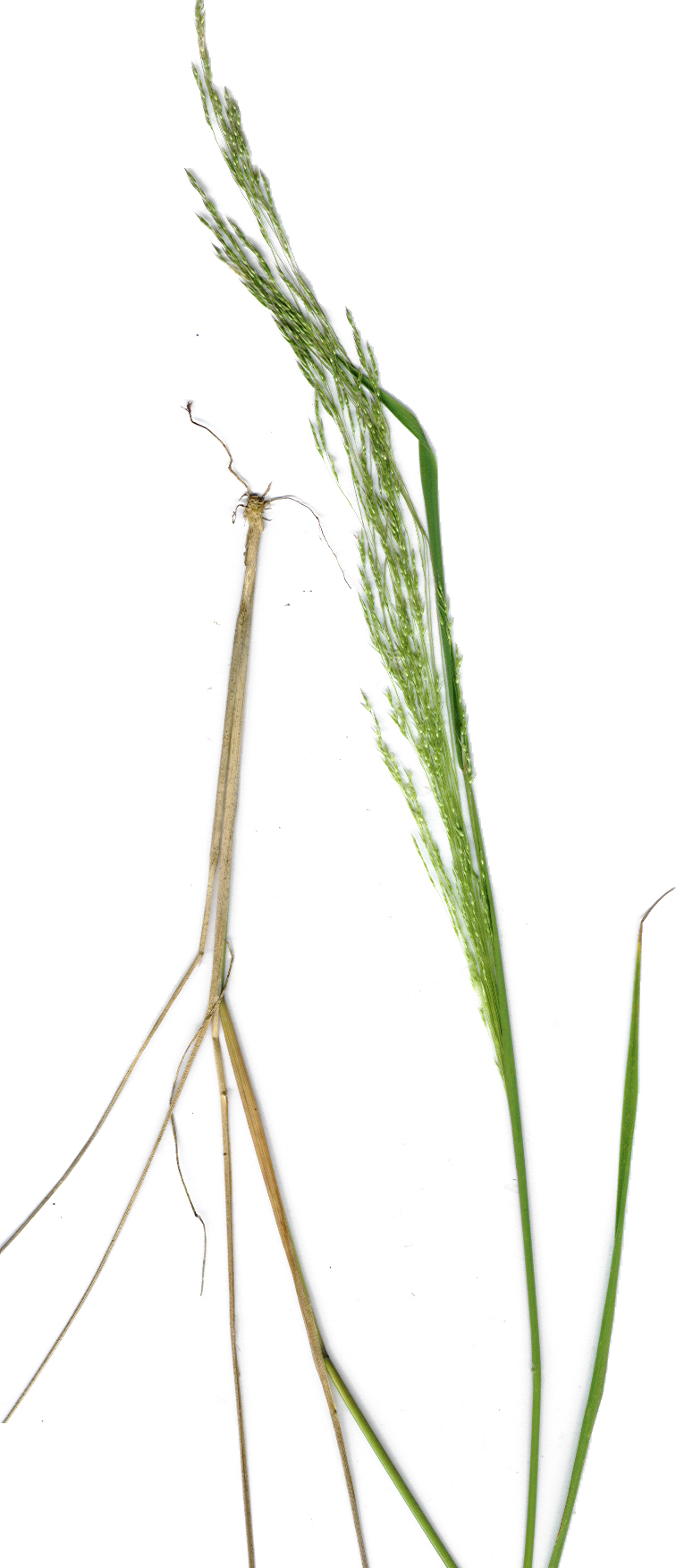
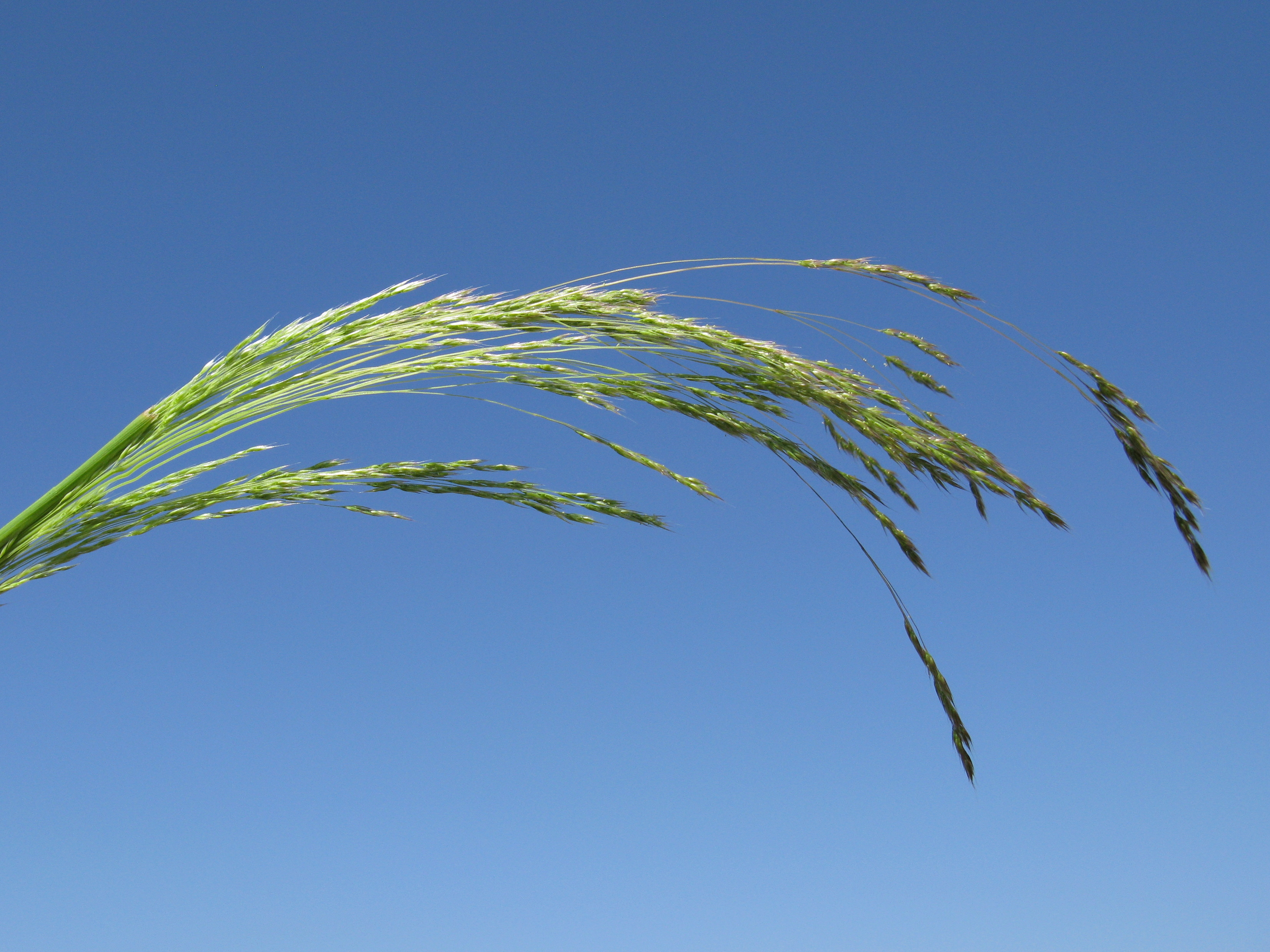